# Christian Hviid Bredahl
Christian Hviid Bredahl, född 30 oktober 1784, död 10 januari 1860, var en dansk skald.
Bredahl ärvde 1810 en mindre förmögenhet men blev senare ruinerad och levde från 1824 under fattiga villkor som lantbrukare vid Sorø. Bredahls främsta arbete är Dramatiske Scener (6 band, 1819–33), en serie efter mönster av Shakespeares skådespel med ämne från fäderneslandets historia. Scenen är förlagd till månen men syftar på samtidens politiska händelser. I sina monologer påminner han om Robert Browning.